# Futbol'nyj Klub Achmat 2017-2018
Questa voce raccoglie le informazioni riguardanti il Futbol'nyj Klub Achmat nelle competizioni ufficiali della stagione 2017-2018.

## Stagione
Fu la prima storica stagione in cui il club cambiò nome, assumendo quello di Achamat, ispirandosi al nome di battesimo di Achmat Kadyrov, primo Capo della Repubblica Cecena nonché padre di Ramzan Kadyrov, a sua volta presidente della Cecenia.
In Prem'er-Liga si piazzò al 9º posto.

## Maglie
| Manica sinistra · Manica sinistra · Maglietta · Maglietta · Manica destra · Manica destra · Pantaloncini · Pantaloncini · Calzettoni · Calzettoni | Manica sinistra · Manica sinistra · Maglietta · Maglietta · Manica destra · Manica destra · Pantaloncini · Pantaloncini · Calzettoni · Calzettoni |

## Rosa
| N. |                      | Ruolo | Calciatore               |
| -- | -------------------- | ----- | ------------------------ |
| 2  | Brasile (bandiera)   | D     | Rodolfo                  |
| 3  | Russia (bandiera)    | D     | Zaurbek Pliev            |
| 4  | Venezuela (bandiera) | D     | Wilker Ángel             |
| 8  | Brasile (bandiera)   | C     | Léo Jabá                 |
| 9  | Russia (bandiera)    | A     | Zaur Sadaev              |
| 10 | Russia (bandiera)    | C     | Chalid Kadyrov           |
| 11 | Brasile (bandiera)   | C     | Ismael Silva             |
| 13 | Iran (bandiera)      | D     | Milad Mohammadi          |
| 14 | Brasile (bandiera)   | C     | Ravanelli                |
| 15 | Russia (bandiera)    | D     | Andrej Sergeevič Semënov |
| 16 | Russia (bandiera)    | P     | Evgenij Gorodov          |
| 17 | Senegal (bandiera)   | A     | Ablaye Mbengue           |

| N. |                    | Ruolo | Calciatore              |
| -- | ------------------ | ----- | ----------------------- |
| 18 | Albania (bandiera) | A     | Bekim Balaj             |
| 19 | Russia (bandiera)  | C     | Oleg Ivanov             |
| 21 | Albania (bandiera) | C     | Odise Roshi             |
| 23 | Russia (bandiera)  | C     | Anton Švec              |
| 24 | Russia (bandiera)  | C     | Roland Gigolaev         |
| 33 | Russia (bandiera)  | P     | Vitalij Gudiev          |
| 40 | Russia (bandiera)  | D     | Rizvan Uciev (capitano) |
| 77 | Kosovo (bandiera)  | C     | Bernard Berisha         |
| 93 | Russia (bandiera)  | A     | Apti Ach"jadov          |
| 94 | Brasile (bandiera) | D     | Philipe Sampaio         |
| 95 | Russia (bandiera)  | A     | Magomed Mitrišev        |

## Risultati

### Prem'er-Liga
| Groznyj 16 luglio 2017 1ª giornata | Achmat Groznyj | 1 – 0 referto | Amkar Perm' | Stadion imeni Achmat-Chadži Kadyrova |

| Rostov sul Don 23 luglio 2017 2ª giornata | Rostov | 0 – 1 referto | Achmat Groznyj | Stadio Olimp-2 |

| Groznyj 29 luglio 2017 3ª giornata | Achmat Groznyj | 2 – 0 referto | Dinamo Mosca | Stadion imeni Achmat-Chadži Kadyrova |

| Ufa 5 agosto 2017 4ª giornata | Ufa | 3 – 2 referto | Achmat Groznyj | Stadio Neftjanik |

| Groznyj 10 agosto 2017 5ª giornata | Achmat Groznyj | 2 – 3 referto | Krasnodar | Stadion imeni Achmat-Chadži Kadyrova |

| San Pietroburgo 13 agosto 2017 6ª giornata | Zenit San Pietroburgo | 4 – 0 referto | Achmat Groznyj | Stadio San Pietroburgo |

| Groznyj 21 agosto 2017 7ª giornata | Achmat Groznyj | 1 – 2 referto | Arsenal Tula | Stadion imeni Achmat-Chadži Kadyrova |

| Mosca 27 agosto 2017 8ª giornata | CSKA Mosca | 0 – 1 referto | Achmat Groznyj | Arena CSKA |

| Groznyj 10 settembre 2017 9ª giornata | Achmat Groznyj | 1 – 1 referto | Lokomotiv Mosca | Stadion imeni Achmat-Chadži Kadyrova |

| Chabarovsk 17 settembre 2017 10ª giornata | SKA-Chabarovsk | 2 – 2 referto | Achmat Groznyj | Stadio Lenin |

| Groznyj 25 settembre 2017 11ª giornata | Achmat Groznyj | 1 – 0 referto | Rubin | Stadio Sultan Bilimchanov |

| San Pietroburgo 30 settembre 2017 12ª giornata | Tosno | 1 – 0 referto | Achmat Groznyj | Stadio Petrovskij |

| Groznyj 13 ottobre 2017 13ª giornata | Achmat Groznyj | 1 – 2 referto | Spartak Mosca | Stadion imeni Achmat-Chadži Kadyrova |

| Ekaterinburg 22 ottobre 2017 14ª giornata | Ural | 2 – 0 referto | Achmat Groznyj | SKB-Bank Arena |

| Groznyj 30 ottobre 2017 15ª giornata | Achmat Groznyj | 1 – 1 referto | Anži | Stadion imeni Achmat-Chadži Kadyrova |

| Groznyj 4 novembre 2017 16ª giornata | Achmat Groznyj | 1 – 0 referto | Rostov | Stadion imeni Achmat-Chadži Kadyrova |

| Chimki 18 novembre 2017 17ª giornata | Dinamo Mosca | 1 – 1 referto | Achmat Groznyj | Arena Chimki |

| Groznyj 25 novembre 2017 18ª giornata | Achmat Groznyj | 2 – 1 referto | Ufa | Stadion imeni Achmat-Chadži Kadyrova |

| Krasnodar 3 dicembre 2017 19ª giornata | Krasnodar | 3 – 2 referto | Achmat Groznyj | Stadio FK Krasnodar |

| Groznyj 11 dicembre 2017 20ª giornata | Achmat Groznyj | 0 – 0 referto | Zenit San Pietroburgo | Stadion imeni Achmat-Chadži Kadyrova |

| Tula 4 marzo 2018 21ª giornata | Arsenal Tula | 1 – 0 referto | Achmat Groznyj | Stadio Arsenal |

| Groznyj 11 marzo 2018 22ª giornata | Achmat Groznyj | 0 – 3 referto | CSKA Mosca | Stadion imeni Achmat-Chadži Kadyrova |

| Mosca 18 aprile 2018 23ª giornata | Lokomotiv Mosca | 0 – 0 referto | Achmat Groznyj | RŽD Arena |

| Groznyj 31 marzo 2018 24ª giornata | Achmat Groznyj | 0 – 0 referto | SKA-Chabarovsk | Stadio Sultan Bilimchanov |

| Kazan' 7 aprile 2018 25ª giornata | Rubin | 3 – 2 referto | Achmat Groznyj | Stadio Centrale |

| Groznyj 13 aprile 2018 26ª giornata | Achmat Groznyj | 1 – 0 referto | Tosno | Stadion imeni Achmat-Chadži Kadyrova |

| Mosca 23 aprile 2018 27ª giornata | Spartak Mosca | 1 – 3 referto | Achmat Groznyj | Otkrytie Arena |

| Groznyj 30 aprile 2018 28ª giornata | Achmat Groznyj | 0 – 0 referto | Ural | Stadion imeni Achmat-Chadži Kadyrova |

| Kaspijsk 7 maggio 2018 29ª giornata | Anži | 0 – 2 referto | Achmat Groznyj | Anži-Arena |

| Perm' 13 maggio 2018 30ª giornata | Amkar Perm' | 0 – 0 referto | Achmat Groznyj | Stadio Zvezda |

### Coppa di Russia
| Krasnojarsk 21 settembre 2017 Sedicesimi di finale | Enisej | 3 – 0 referto | Achmat Groznyj | Stadio Centrale |